# Underwater Moonlight
Underwater Moonlight ist das zweite Studioalbum der britischen Rockband The Soft Boys und erschien im Juni 1980 auf dem Indie-Label Armageddon Records. Obwohl das Album ein kommerzieller Misserfolg war, genießt es heute Kultstatus und beeinflusste nachfolgende Bands wie The Replacements, R.E.M. und The Flaming Lips.

## Hintergrund

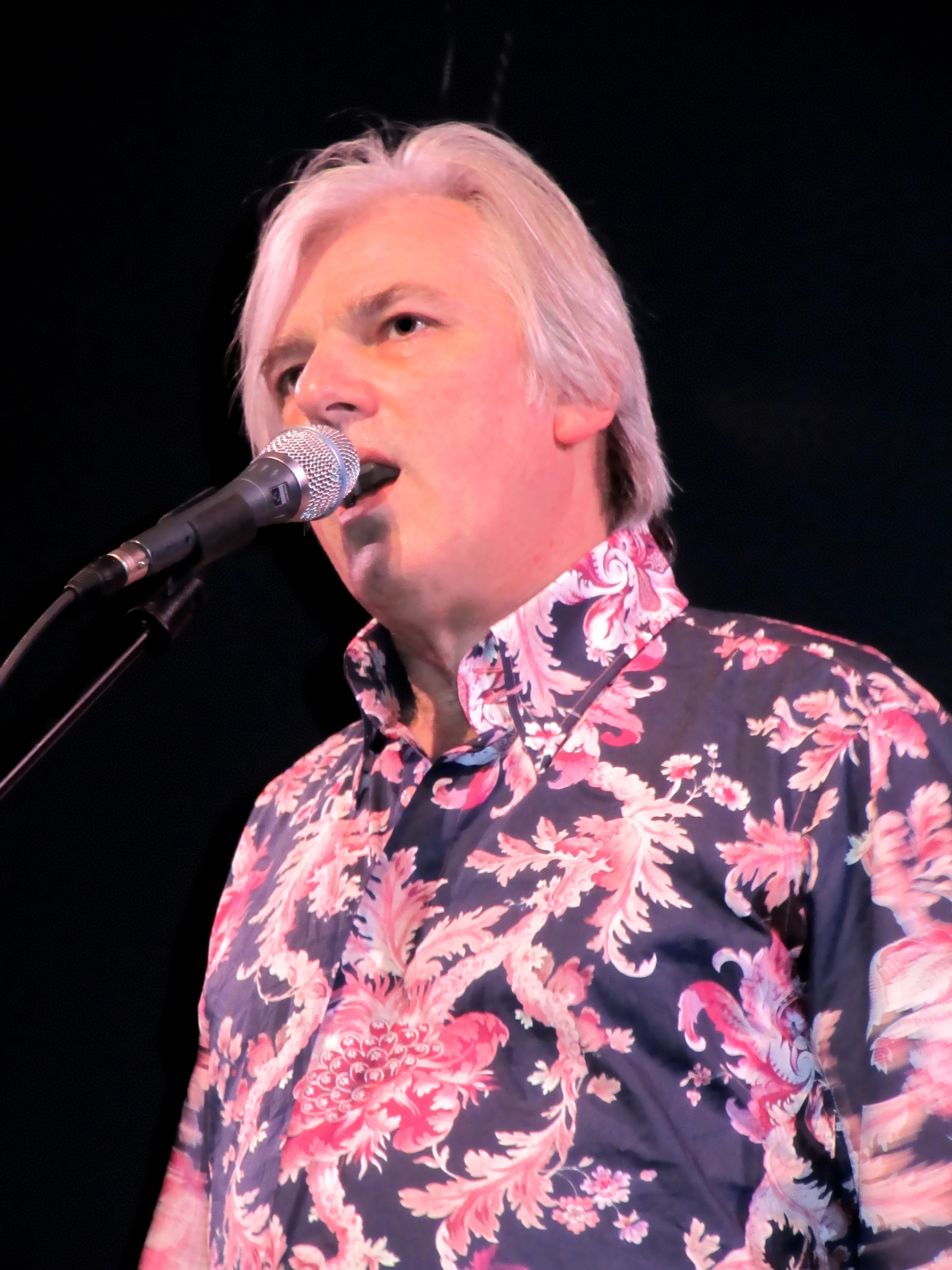
Robyn Hitchcock (2010)

Der Nachfolger des 1979 erschienenen Debütalbums A Can of Bees wurde im Juni 1979 in Cambridge und von Januar bis Juni 1980 in London eingespielt. Am Bass wurde Andy Metcalfe von Matthew Seligman abgelöst. Einige frühere Aufnahmen der Soft Boys aus dem Zeitraum Oktober 1978 bis Juni 1979 wurden erst 1983 als Invisible Hits veröffentlicht, zu diesem Zeitpunkt hatte sich die Band bereits aufgelöst.
Musikalisch verbindet das Album Psychedelia, Gitarren-Pop und Post-Punk mit surrealistischen Songtexten. Zu den wichtigsten Inspirationen von Songwriter Robyn Hitchcock gehören die Rockmusik der 1960er Jahre, The Beatles, Captain Beefheart und sein großes Vorbild Syd Barrett.
Kurz vor Veröffentlichung des Albums spielten Seligman und Schlagzeuger Morris Windsor zusammen mit Alex Chilton im Mai 1980 zwei Konzerte in London.
1990 veröffentlichte Glass Fish Records, Robyn Hitchcocks damaliges Label seiner Soloalben, Underwater Moonlight erstmals auf CD samt Bonustracks. Am 13. März 2001 erschien über Matador Records eine Neuauflage namens Underwater Moonlight …And How It Got There samt Album, den Bonustracks, Demotakes und bislang unveröffentlichtem Archivmaterial auf drei LPs inklusive 7″-Single sowie auf Doppel-CD.

## Titelliste
Bis auf die gekennzeichneten Ausnahmen stammen alle Songs aus der Feder von Robyn Hitchcock.
Seite A
1. I Wanna Destroy You – 2:52
2. Kingdom of Love –  4:11
3. Positive Vibrations – 3:11
4. I Got the Hots – 4:42
5. Insanely Jealous – 4:15
Seite B
6. Tonight – 3:44
7. You’ll Have to Go Sideways (Kimberley Rew, Hitchcock) – 2:58
8. Old Pervert (Rew, Matthew Seligman, Morris Windsor, Hitchcock) – 3:52
9. The Queen of Eyes – 2:01
10. Underwater Moonlight – 4:18
CD-Bonustracks (Album Outtakes)
11. He’s a Reptile – 4:27 Anm.
12. Vegetable Man (Syd Barrett) – 2:59
13. Strange – 2:59
14. Only the Stones Remain – 2:50
15. Where are the Prawns? – 6:06
16. Dreams – 4:27
17. Black Snake Diamond Rock – 4:24
18. There’s Nobody Like You – 3:11
19. Song No. 4 – 4:36
...And How It Got There (2001)
1. Old Pervert - Section 1 (Rew, Seligman, Windsor, Hitchcock) – 1:37
2. Like a Real Smoothie – 3:41
3. Alien – 3:11
4. Bloat (Extract) (Rew, Seligman, Windsor, Hitchcock) – 0:59
5. Underwater Moonlight – 6:22
6. She Wears My Hair – 5:21
7. Wang Dang Pig – 3:54
8. Old Pervert - Section 2 (Rew, Seligman, Windsor, Hitchcock) – 1:29
9. Insanely Jealous – 5:01
10. Leave Me Alone (Lou Reed) – 6:43
11. Goodbye Maurice or Steve – 3:12
12. Old Pervert - Section 3 (Rew, Seligman, Windsor, Hitchcock) – 0:35
13. Cherries (Rew, Seligman, Windsor, Hitchcock) – 2:53
14. Amputated – 4:19
15. Over You (Bryan Ferry, Phil Manzanera) – 3:58
16. I Wanna, Er... (Extract) (Rew, Seligman, Windsor, Hitchcock) – 0:41
17. Old Pervert - Section 4 (Rew, Seligman, Windsor, Hitchcock) – 1:25

## Rezeption
Die Website Pitchfork wählte Underwater Moonlight 2002 auf Platz 65 der 100 besten Alben der 1980er Jahre. Die deutsche Musikzeitschrift Musikexpress nahm das Album in die Auswahl der 25 besten vergessenen Rock-Alben auf.

„Die Quintessenz der Soft Boys, darunter ihr bester Track „Kingdom of Love“ und natürlich auch der großartige psychedelische Titeltrack.“

„Underwater Moonlight startet aus vollen Rohren mit „I Wanna Destroy You“, einer wütenden Hymne mit wirbelnden Gitarren und hellen Gesangsharmonien. „Kingdom of Love“ zeigt Hitchcocks surrealen Humor, wenn er bei Verliebtheit an aufbrechende Insekteneier unter seiner Haut denkt. […] Fetzende Gitarren und hämmernde Trommeln attackieren auf „Positive Vibrations“, aber es ist der Sitar-Einsatz mittendrin, der den besonderen Reiz ausmacht. Und „Queen of Eyes“ ist unglaublich präziser und eingängiger Gitarrenpop.“

Underwater Moonlight gehört zu den 1001 Albums You Must Hear Before You Die.